# Brenthis intermedia
Brenthis intermedia är en fjärilsart som beskrevs av Barend J. Lempke 1956. Brenthis intermedia ingår i släktet Brenthis och familjen praktfjärilar. Inga underarter finns listade i Catalogue of Life.